# Ulf Clarén
Ulf Peter Clarén, född 29 november 1954 i Malmö, är en svensk journalist och författare. Han var anställd på tidningen Sydsvenskan i Malmö under 30 år, mellan 1985 och 2015, bland annat som tv-krönikör och reporter på kultur- och nöjesredaktionen.
Clarén har gett ut böckerna Piraterna på Öresund (2015) om Radio Syd, Malmö Operas jubileumsbok i samband med deras 75-årsjubileum samt boken Staffan & Beatles: popmusiken blev ett livsprojekt (2021) om Beatlesexperten Staffan Olander. I december 2022 gav han ut boken Bongo - Malmös första popklubb 
Clarén medverkade även som skribent i jubileumsboken för amatörteaterföreningen Studioteatern i Malmö (utgivning 1989) i samband med föreningens 40-årsjubileum.